# Пожежа на Boeing 777 в Лас-Вегасі
Пожежа на Boeing 777 в Лас-Вегасі — авіаційна аварія, що сталася у вівторок 8 вересня 2015 року. Пасажирський авіалайнер Boeing 777-236ER британської авіакомпанії British Airways виконував плановий міжнародний рейс BA2276 (позивний — Speedbird 2276) за маршрутом Лас-Вегас — Лондон, але під час розгону по злітній смузі міжнародного аеропорту МакКаран у Лас-Вегасі у нього загорівся двигун № 1 (лівий). Пілоти зупинили літак, розпочалася евакуація. Через 5 хвилин пожежу загасили, евакуація пройшла успішно. Зі 170 людей, що перебували на борту літака (157 пасажирів і 13 членів екіпажу) ніхто не загинув, але 14 пасажирів отримали поранення. У лайнера згорів двигун № 1 і частина фюзеляжу в області та вище лівого півкрила.
Ця аварія стала шостим серйозним інцидентом із літаками Boeing 777.
Літак, який отримав помірні пошкодження частини передньої частини фюзеляжу в результаті сильної пожежі, було відремонтовано та повернуто до комерційного обслуговування пасажирів у березні 2016 року. Пожежа була спричинена металом. втома в диску компресора, що призводить до відриву магістралі подачі палива.

## Літак

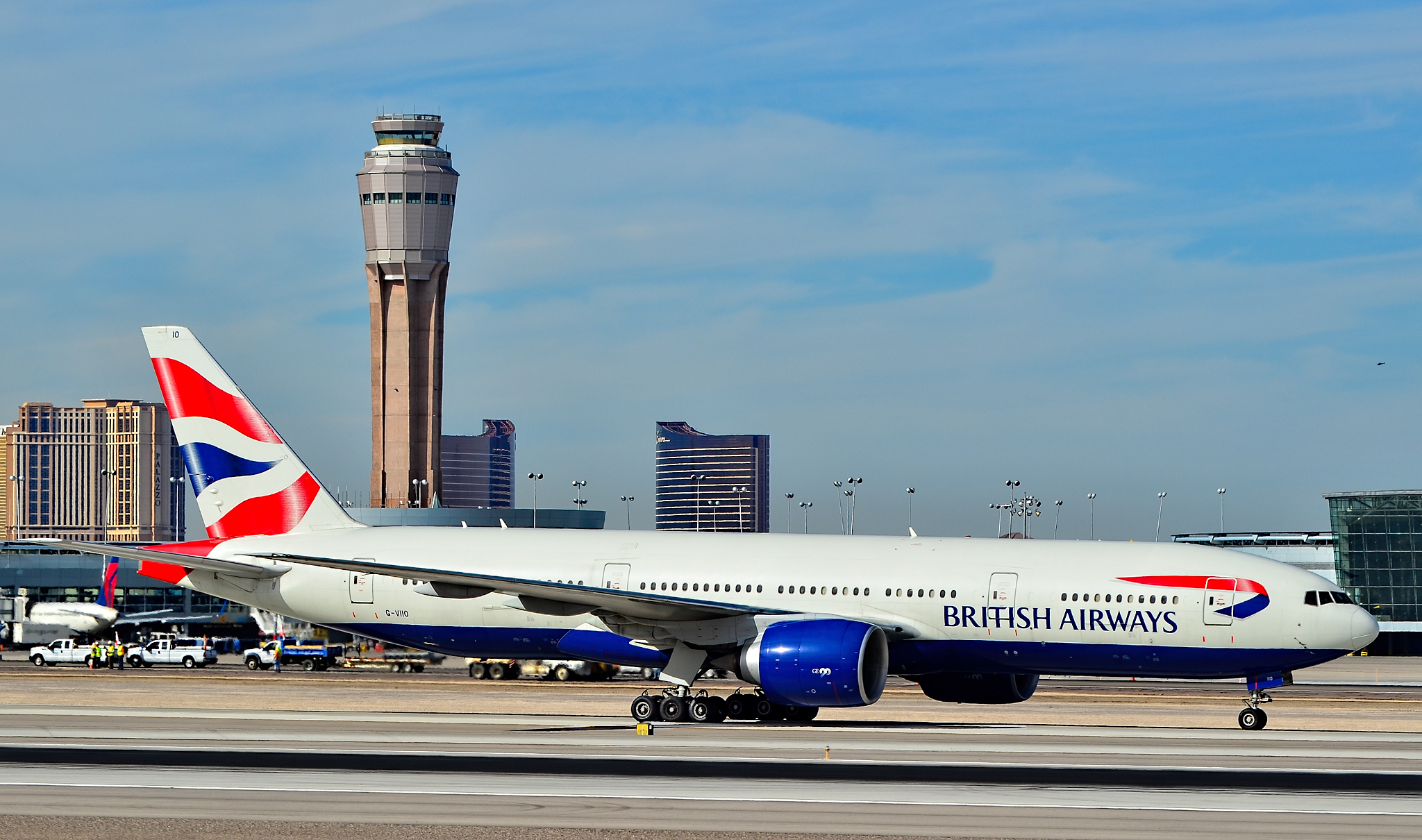
Постраждалий літак за 11 місяців до аварії.

Boeing 777-236ER (реєстраційний номер G-VIIO, заводський 29320, серійний 182) був випущений у 1999 році (перший політ здійснив 18 січня). 26 січня того ж року було передано авіакомпанії British Airways. Оснащений двома турбовентиляторними двигунами General Electric GE90-85B. На день інциденту здійснив 12835 циклів «зліт-посадка» і налітав 85442 години.

## Екіпаж
Склад екіпажу рейсу BA2276 був таким:
- Командир повітряного судна (КПС) — 63-річний Кріс Хенкі (англ. Chris Henkey). Пілот-ветеран, пропрацював в авіакомпанії British Airways 42 роки та 1 місяць (із серпня 1973 року). Керував літаками Boeing 747, Boeing 747-400, Boeing 787 Dreamliner, McDonnell Douglas DC-10 і Lockheed L-1011 TriStar. На посаді командира Boeing 777 — з 14 квітня 1999 року. Налітав понад 30 000 годин (понад 15 000 з них на посаді КПС), понад 12 000 з них на Boeing 777. Після аварії він вирішив, що рейс 2276 буде його останнім польотом.[3][4][5]
- Другий пілот — 30-річний Іан Каллахан (англ. Ian Callaghan). Досвідчений пілот, пропрацював в авіакомпанії British Airways 9 років та 9 місяців (з січня 2006 року). Керував літаками Airbus A320 і Boeing 787 Dreamliner. На посаді другого пілота Boeing 777 — з 11 січня 2011 року. Налітав понад 6400 годин, понад 3100 з них на Boeing 777.[6]
- Змінний другий пілот — 45-річний Кевін Хіллер (англ. Kevin Hillyer). Дуже досвідчений пілот, пропрацював у авіакомпанії British Airways 17 років та 10 місяців (з листопада 1997 року). Керував літаками HS-125[en], Lockheed L-1011 TriStar, Boeing 747 та Boeing 787 Dreamliner. На посаді другого пілота Boeing 777 — з 29 грудня 2001 року. Налітав понад 14 000 годин, понад 10 000 їх на Boeing 777.[6]

У салоні літака працювали 10 бортпровідників.

## Хронологія подій

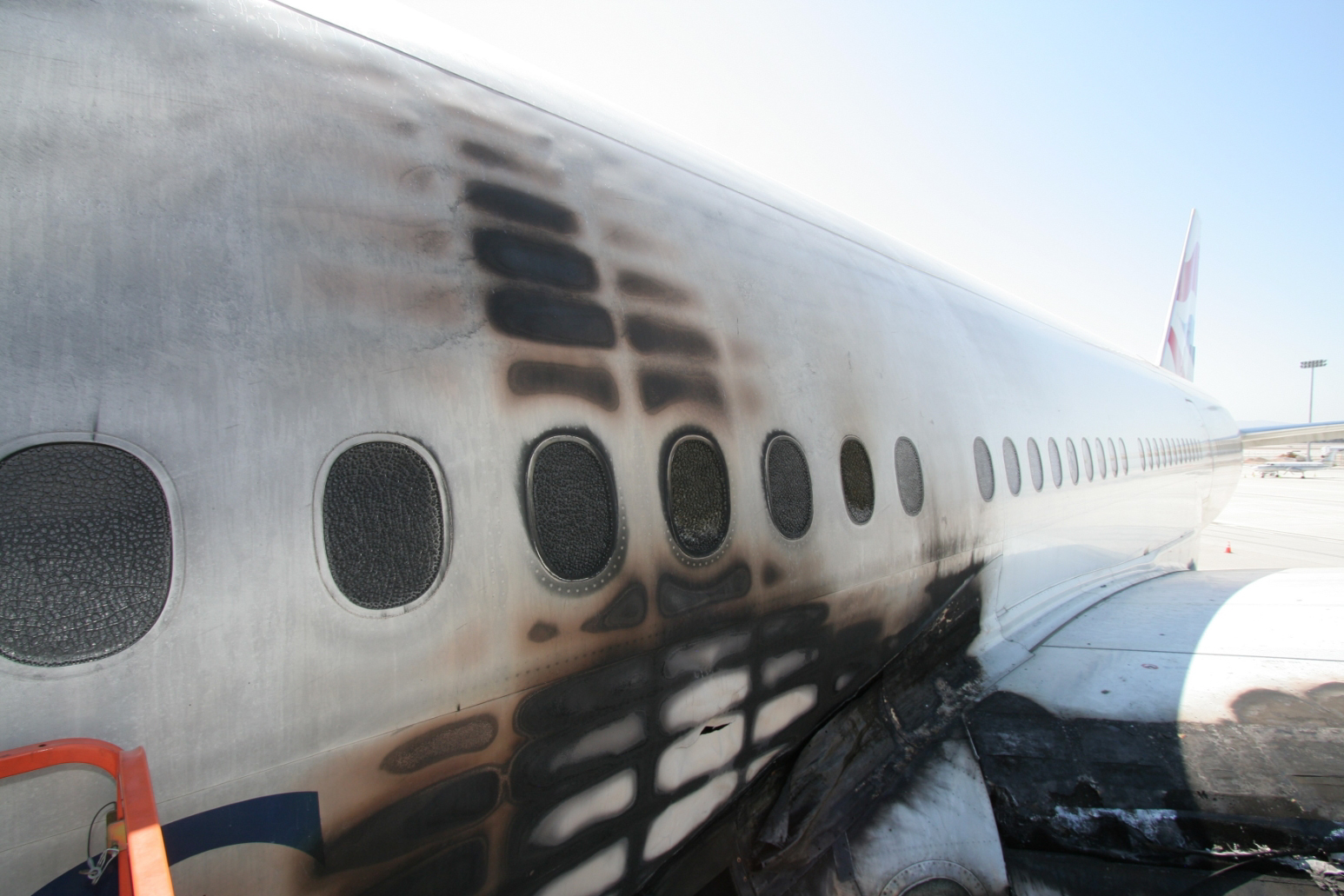
Пошкоджена ліва частина фюзеляжу

Boeing 777-236ER борт G-VIIO виконував плановий міжнародний рейс з Лас-Вегасу до Лондона.
О 15:53 PST Boeing 777-236ER борт G-VIIO відійшов від гейта № 3 аеропорту МакКарран у Лас-Вегасі і почав руління до злітної смуги № 07L. На борту рейсу BA2276 перебували 13 членів екіпажу та 157 пасажирів.
Помітивши те, що пілот пізніше описав як «катастрофічна відмова двигуна» задовго до швидкості зльоту, льотний екіпаж перервав зліт, скориставшись гальмами літака, і наказав евакуювати літак. Усім 170 пасажирам і екіпажу вдалося втекти. Дев'ятнадцять осіб отримали легкі поранення та одна особа — тяжкі. Вважається, що літак досяг швидкості приблизно 90 миль на годину (78 вуз; 140 км/год), коли було прийнято рішення про припинення; набагато нижче швидкості рішення про зліт, яка була б принаймні 139 миль на годину (121 кН; 224 км/год).
Екстрені служби аеропорту ліквідували пожежу за п'ять хвилин після аварії. Чотирнадцять людей отримали легкі поранення, здебільшого в результаті ковзання по евакуаційних жолобах, і їм надали допомогу в лікарні та медичному центрі Санрайз. Пожежа спричинила великий отвір у вантажному відсіку та пошкодження двигуна.
Федеральне управління авіації (FAA) вказало, що пожежа сталася через несправність лівого двигуна General Electric GE90, одного з двох, встановлених на літаку. Літак зупинився проти вітру, в результаті чого вогонь потрапив у бік фюзеляжу; В результаті літак отримав локальні, але серйозні пошкодження конструкції. Літак був обладнаний системами гасіння, хоча системи не гасили вогонь.
Злітно-посадкова смуга, одна з чотирьох, була закрита на чотири години, а кілька рейсів було скасовано.

## Розслідування

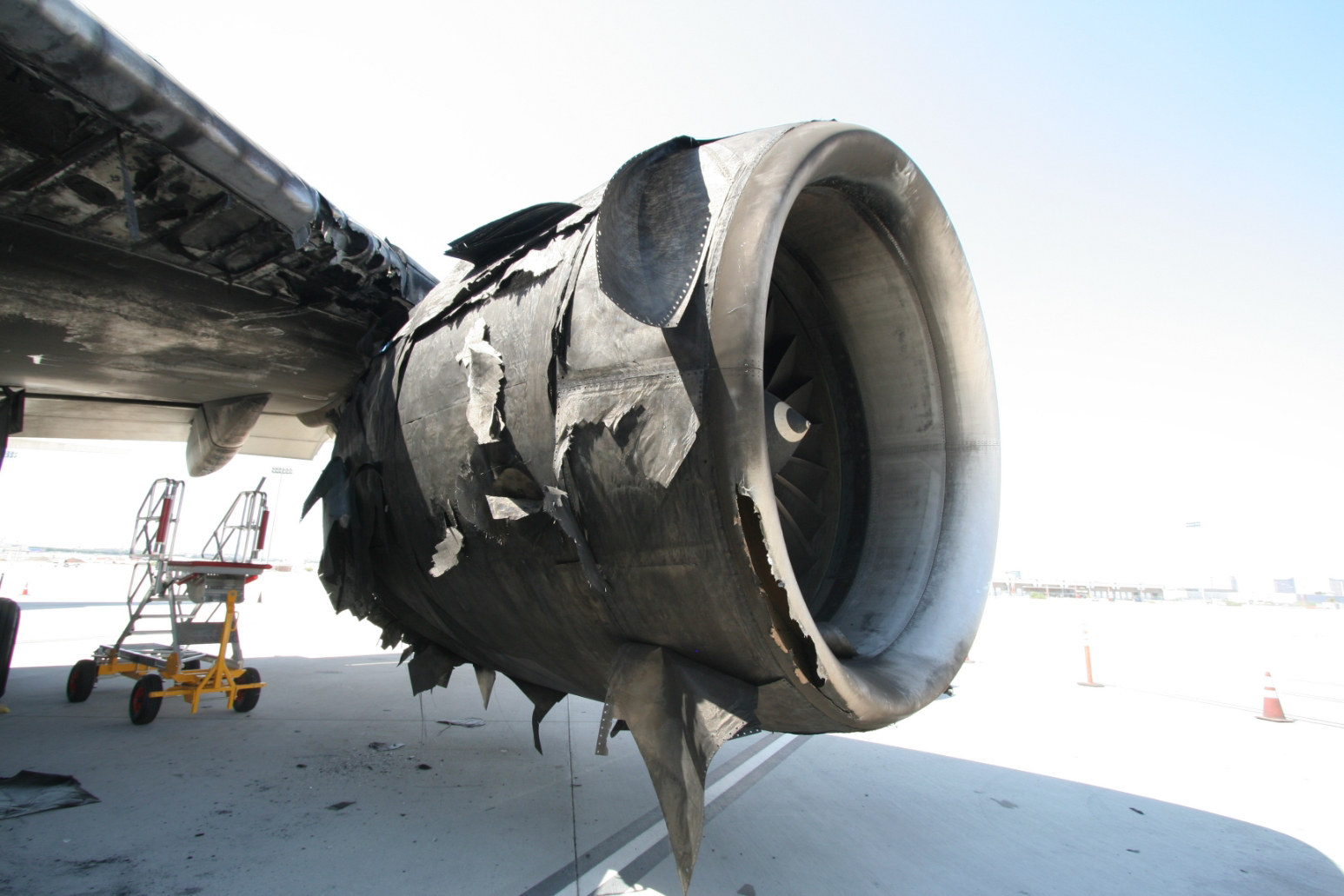
Лівий двигун рейсу BA2276 після вогню

Розслідування причин аварії рейсу BA2276 проводила американська Національна рада з безпеки на транспорті (NTSB) за участю Відділу з розслідування авіаційних подій Великої Британії (AAIB).
Остаточний звіт розслідування був опублікований 19 червня 2018 року:
Несправність лівого золотника компресора високого тиску двигуна (HPC) ступеня 8-10, що спричинило від'єднання магістралі подачі палива від основного паливного насоса двигуна та вивільнення палива, що призвело до пожежі на лівий бік літака. Котушка HPC 8-10 ступеня вийшла з ладу через тривалий пік низькоциклової втомної тріщини, яка виникла в полотні диска ступеня 8; причину виникнення тріщини не вдалося визначити за допомогою фізичного огляду та аналізу напруги та живлення. Причиною цієї аварії стала відсутність процедур перевірки дискової мережі етапу 8.

## Подальша доля літака

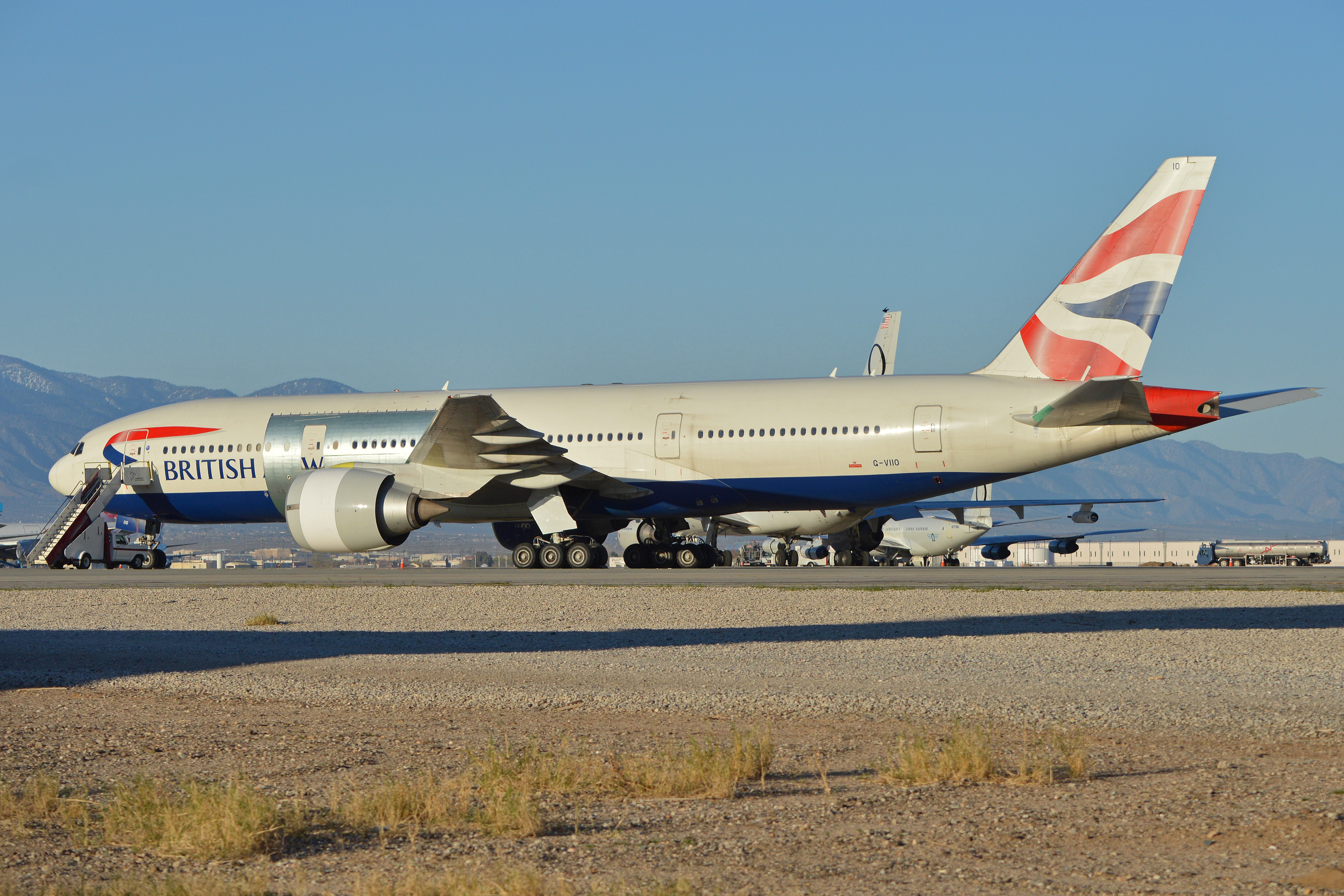
Постраждалий літак після ремонту.

У грудні 2015 року авіакомпанія British Airways оголосила, що команда інженерів компанії «Boeing» провела оцінку лайнера і визначила — збиток обмежений і літак підходить для ремонту. У результаті було оголошено, що лайнера буде відремонтовано і повернено в експлуатацію. У лютому 2016 року ремонт було закінчено, згорілий двигун № 1 було замінено на новий.
Випробування льотної придатності проводились 25 лютого 2016 року. Наступного дня літак був доставлений у Вікторвілл, де він був перефарбований. Потім 15 березня він приземлився у аеропорту Кардіффа, де знову пройшов реєстрацію. Нарешті лайнер повернувся до Лондонського аеропорту Гатвік і з 24 березня 2016 року відновив польоти у флоті авіакомпанії British Airways.
З 30 березня 2020 року стоїть на зберіганні в аеропорту Гатвік.

## Наслідки аварії
Одна з чотирьох злітно-посадкових смуг (на якій сталась аварія) була зачинена на чотири години, а кілька рейсів було скасовано.